# شروع دوباره (چندآهنگه لاتویا جکسون)
شروعِ دوباره (انگلیسی: Starting Over) که با عنوان چیزی شروع به کار نیز شناخته می‌شود، یک نمایشنامه توسعه یافته توسط خواننده آمریکایی لاتویا جکسون است که در سال ۲۰۱۱ منتشر شد. چندآهنگه شامل بیست و پنج آهنگ برتر باشگاه رقص بیلبورد آمریکا است. «فقط می‌خوام برقصم» و «جهان را آزاد کن». چندآهنگه زندگی‌نامه‌ای به‌عنوان موسیقی متن کتاب خاطرات او از نو شروع می‌شود.